# قائمة العملات المعدنية للدينار الجزائري
أُصدِرت العملات المعدنية للدينار الجزائري من قبل بنك الجزائر. وهي أولى العملات المعدنية بعد إنشاء الدينار الجزائري كعملة ورقية في 10 أبريل 1964.

## العملات المتداولة
| قيمة  | 1/4 د.ج.                                        | 1/2 د.ج.                                    | 1 د.ج.                                    | 2 د.ج.                                    | 5 د.ج.                                    |
| ----- | ----------------------------------------------- | ------------------------------------------- | ----------------------------------------- | ----------------------------------------- | ----------------------------------------- |
| الوجه |                                                 | Avers d'une pièce d'un demi-dinar algérien  | Avers d'une pièce de 1 dinar algérien     | Avers d'une pièce de 2 dinars algériens   | Avers d'une pièce de 5 dinars algériens   |
| الظهر | Revers d'une pièce d'un quart de dinar algérien | Revers d'une pièce d'un demi-dinar algérien | Revers d'une pièce de 1 dinar algérien    | Revers d'une pièce de 2 dinars algériens  | Revers d'une pièce de 5 dinars algériens  |
| قيمة  | 10 د.ج.                                         | 20 د.ج.                                     | 50 د.ج.                                   | 100 د.ج.                                  | 200 د.ج.                                  |
| الوجه | Avers d'une pièce de 10 dinars algériens        | Avers d'une pièce de 10 dinars algériens    | Avers d'une pièce de 10 dinars algériens  | Avers d'une pièce de 10 dinars algériens  | Avers d'une pièce de 10 dinars algériens  |
| الظهر | Revers d'une pièce de 10 dinars algériens       | Revers d'une pièce de 10 dinars algériens   | Revers d'une pièce de 10 dinars algériens | Revers d'une pièce de 10 dinars algériens | Revers d'une pièce de 10 dinars algériens |

## جميع العملات الصادرة

### سلسلة عام 1964
| \| عملة سنتيم واحد من عام 1964 \|                                                                                               | \| عملة سنتيم واحد من عام 1964 \|                                                                                               | \| عملة سنتيم واحد من عام 1964 \| | \| عملة سنتيم واحد من عام 1964 \| | \| عملة سنتيم واحد من عام 1964 \| |
| --- | --- | --------------------------------- | --------------------------------- | --------------------------------- |
| | |                                   |                                   |                                   |
| الوجه : التاريخ مدون بالهجري "1383" والميلادي "1964" والقيمة الاسمية "1" في الوسط ومكتوب في الأسفل "سنتيم واحد" باللغة العربية. | الوجه : التاريخ مدون بالهجري "1383" والميلادي "1964" والقيمة الاسمية "1" في الوسط ومكتوب في الأسفل "سنتيم واحد" باللغة العربية. | العكس : شعار الجزائر              | العكس : شعار الجزائر              |                                   |
| الكتلة | المعدن ألومنيوم | القطر 11,5 مليمتر                 | السُمك                             |                                   |
| المصمم(ون) | المصمم(ون) | الحواف                            | الحواف                            |                                   |
| الطرازات 1964 | |                                   |                                   |                                   |
| عملة سنتيم واحد من عام 1964 | |                                   |                                   |                                   |

| \| عملة 2 سنتيم جزائري \| | \| عملة 2 سنتيم جزائري \| | \| عملة 2 سنتيم جزائري \| | \| عملة 2 سنتيم جزائري \| | \| عملة 2 سنتيم جزائري \| |
| --- | --- | ------------------------- | ------------------------- | ------------------------- |
| | |                           |                           |                           |
| الوجه : التاريخ مدون بالهجري "1383" والميلادي "1964" والقيمة الاسمية "2" في الوسط ومكتوب في الأسفل "سنتيمان" باللغة العربية. | الوجه : التاريخ مدون بالهجري "1383" والميلادي "1964" والقيمة الاسمية "2" في الوسط ومكتوب في الأسفل "سنتيمان" باللغة العربية. | العكس : شعار الجزائر      | العكس : شعار الجزائر      |                           |
| الكتلة 0,6 غم | المعدن ألومنيوم | القطر 18,3 مليمتر         | السُمك                     |                           |
| المصمم(ون) | المصمم(ون) | الحواف                    | الحواف                    |                           |
| الطرازات 1964 | |                           |                           |                           |
| عملة 2 سنتيم جزائري | |                           |                           |                           |

| \| عملة 5 سنتيم جزائري \| | \| عملة 5 سنتيم جزائري \| | \| عملة 5 سنتيم جزائري \| | \| عملة 5 سنتيم جزائري \| | \| عملة 5 سنتيم جزائري \| |
| --- | --- | ------------------------- | ------------------------- | ------------------------- |
| | |                           |                           |                           |
| الوجه : التاريخ مدون بالهجري "1383" والميلادي "1964" والقيمة الاسمية "5" في الوسط ومكتوب في الأسفل "خمسة سنتيمات" باللغة العربية. | الوجه : التاريخ مدون بالهجري "1383" والميلادي "1964" والقيمة الاسمية "5" في الوسط ومكتوب في الأسفل "خمسة سنتيمات" باللغة العربية. | العكس : شعار الجزائر      | العكس : شعار الجزائر      |                           |
| الكتلة 0,85 غم | المعدن ألومنيوم | القطر 21,1 مليمتر         | السُمك                     |                           |
| المصمم(ون) | المصمم(ون) | الحواف                    | الحواف                    |                           |
| الطرازات 1964 | |                           |                           |                           |
| عملة 5 سنتيم جزائري | |                           |                           |                           |

| \| عملة 10 سنتيم جزائري \| | \| عملة 10 سنتيم جزائري \| | \| عملة 10 سنتيم جزائري \| | \| عملة 10 سنتيم جزائري \| | \| عملة 10 سنتيم جزائري \| |
| --- | --- | -------------------------- | -------------------------- | -------------------------- |
| | |                            |                            |                            |
| الوجه : التاريخ مدون بالهجري "1383" والميلادي "1964" والقيمة الاسمية "10" في الوسط ومكتوب في الأسفل "عشرة سنتيمات" باللغة العربية. | الوجه : التاريخ مدون بالهجري "1383" والميلادي "1964" والقيمة الاسمية "10" في الوسط ومكتوب في الأسفل "عشرة سنتيمات" باللغة العربية. | العكس : شعار الجزائر       | العكس : شعار الجزائر       |                            |
| الكتلة | المعدن ألومنيوم، برونز | القطر                      | السُمك                      |                            |
| المصمم(ون) | المصمم(ون) | الحواف                     | الحواف                     |                            |
| الطرازات 1964 | |                            |                            |                            |
| عملة 10 سنتيم جزائري | |                            |                            |                            |

| \| عملة 20 سنتيم جزائري \| | \| عملة 20 سنتيم جزائري \| | \| عملة 20 سنتيم جزائري \| | \| عملة 20 سنتيم جزائري \| | \| عملة 20 سنتيم جزائري \| |
| --- | --- | -------------------------- | -------------------------- | -------------------------- |
| | |                            |                            |                            |
| الوجه : التاريخ مدون بالهجري "1383" والميلادي "1964" والقيمة الاسمية "20" في الوسط ومكتوب في الأسفل "عشرون سنتيماً" باللغة العربية. | الوجه : التاريخ مدون بالهجري "1383" والميلادي "1964" والقيمة الاسمية "20" في الوسط ومكتوب في الأسفل "عشرون سنتيماً" باللغة العربية. | العكس : شعار الجزائر       | العكس : شعار الجزائر       |                            |
| الكتلة | المعدن ألومنيوم، برونز | القطر                      | السُمك                      |                            |
| المصمم(ون) | المصمم(ون) | الحواف                     | الحواف                     |                            |
| الطرازات 1964 | |                            |                            |                            |
| عملة 20 سنتيم جزائري | |                            |                            |                            |

| \| عملة 50 سنتيم جزائري \| | \| عملة 50 سنتيم جزائري \| | \| عملة 50 سنتيم جزائري \| | \| عملة 50 سنتيم جزائري \| | \| عملة 50 سنتيم جزائري \| |
| --- | --- | -------------------------- | -------------------------- | -------------------------- |
| | |                            |                            |                            |
| الوجه : التاريخ مدون بالهجري "1383" والميلادي "1964" والقيمة الاسمية "50" في الوسط ومكتوب في الأسفل "خمسون سنتيماً" باللغة العربية. | الوجه : التاريخ مدون بالهجري "1383" والميلادي "1964" والقيمة الاسمية "50" في الوسط ومكتوب في الأسفل "خمسون سنتيماً" باللغة العربية. | العكس : شعار الجزائر       | العكس : شعار الجزائر       |                            |
| الكتلة | المعدن ألومنيوم، برونز | القطر                      | السُمك                      |                            |
| المصمم(ون) | المصمم(ون) | الحواف                     | الحواف                     |                            |
| الطرازات 1964 | |                            |                            |                            |
| عملة 50 سنتيم جزائري | |                            |                            |                            |

| \| عملة دينار واحد عام 1964 \| | \| عملة دينار واحد عام 1964 \| | \| عملة دينار واحد عام 1964 \| | \| عملة دينار واحد عام 1964 \| | \| عملة دينار واحد عام 1964 \| |
| --- | --- | ------------------------------ | ------------------------------ | ------------------------------ |
| | |                                |                                |                                |
| الوجه : التاريخ مدون بالهجري "1383" والميلادي "1964" والقيمة الاسمية "1" في الوسط ومكتوب في الأسفل "دينار واحد" باللغة العربية، ومحاط بنص مكتوب "الجمهورية الجزائرية الديمقراطية الشعبية". | الوجه : التاريخ مدون بالهجري "1383" والميلادي "1964" والقيمة الاسمية "1" في الوسط ومكتوب في الأسفل "دينار واحد" باللغة العربية، ومحاط بنص مكتوب "الجمهورية الجزائرية الديمقراطية الشعبية". | العكس : شعار الجزائر           | العكس : شعار الجزائر           |                                |
| الكتلة | المعدن نيكل نحاسي | القطر                          | السُمك                          |                                |
| المصمم(ون) | المصمم(ون) | الحواف                         | الحواف                         |                                |
| الطرازات 1964 | |                                |                                |                                |
| عملة دينار واحد عام 1964 | |                                |                                |                                |

### إصدارات السبعينات
| \| عملة 20 سنتيم جزائري \|                                                                                         | \| عملة 20 سنتيم جزائري \|                                                                                         | \| عملة 20 سنتيم جزائري \|                         | \| عملة 20 سنتيم جزائري \|                         | \| عملة 20 سنتيم جزائري \| |
| --- | --- | -------------------------------------------------- | -------------------------------------------------- | -------------------------- |
| | |                                                    |                                                    |                            |
| الوجه : في الوسط مكتوب "20" وتحته "عشرون سنتيماَ" ومحاط بنص "الجمهورية الجزائرية الديمقراطية الشعبية" مع زخرفة "✼". | الوجه : في الوسط مكتوب "20" وتحته "عشرون سنتيماَ" ومحاط بنص "الجمهورية الجزائرية الديمقراطية الشعبية" مع زخرفة "✼". | العكس : عام 1972 مع نقش لمجموعة من الفواكه مع تمر. | العكس : عام 1972 مع نقش لمجموعة من الفواكه مع تمر. |                            |
| الكتلة 4 غم | المعدن 79% نحاس، 20% زنك، 1% نيكل                                                                                  | القطر 22 ملم                                       | السُمك 1,5 ملم                                      |                            |
| المصمم(ون) محمد تمام                                                                                               | المصمم(ون) محمد تمام                                                                                               | الحواف ناعمة                                       | الحواف ناعمة                                       |                            |
| الطرازات 1972 | |                                                    |                                                    |                            |
| عملة 20 سنتيم جزائري                                                                                               | |                                                    |                                                    |                            |

| \| عملة دينار واحد لعام 1972 \|                                                                                     | \| عملة دينار واحد لعام 1972 \|                                                                                     | \| عملة دينار واحد لعام 1972 \|                                                             | \| عملة دينار واحد لعام 1972 \|                                                             | \| عملة دينار واحد لعام 1972 \| |
| --- | --- | ------------------------------------------------------------------------------------------- | ------------------------------------------------------------------------------------------- | ------------------------------- |
| | |                                                                                             |                                                                                             |                                 |
| الوجه : في الوسط مكتوب رقم "1" وتحته "دينار واحد" ومحاط بنص "الجمهورية الجزائرية الديمقراطية الشعبية" مع زخرفة "✼". | الوجه : في الوسط مكتوب رقم "1" وتحته "دينار واحد" ومحاط بنص "الجمهورية الجزائرية الديمقراطية الشعبية" مع زخرفة "✼". | العكس : جرار مزارع وفلاح (وسط)، أوراق شجر (على الجانبين)، يدان متماسكتان (فوق)، 1972 (تحت). | العكس : جرار مزارع وفلاح (وسط)، أوراق شجر (على الجانبين)، يدان متماسكتان (فوق)، 1972 (تحت). |                                 |
| الكتلة 7 غم | المعدن 75٪ نحاس، 25٪ نيكل                                                                                           | القطر 25 ملم                                                                                | السُمك 2 ملم                                                                                 |                                 |
| المصمم(ون) محمد تمام                                                                                                | المصمم(ون) محمد تمام                                                                                                | الحواف مسننة                                                                                | الحواف مسننة                                                                                |                                 |
| الطرازات 1972 | |                                                                                             |                                                                                             |                                 |
| عملة دينار واحد لعام 1972                                                                                           | |                                                                                             |                                                                                             |                                 |

| \| خمسة دنانير لعام 1972 \| | \| خمسة دنانير لعام 1972 \| | \| خمسة دنانير لعام 1972 \|                                                          | \| خمسة دنانير لعام 1972 \|                                                          | \| خمسة دنانير لعام 1972 \| |
| --- | --- | ------------------------------------------------------------------------------------ | ------------------------------------------------------------------------------------ | --------------------------- |
| | |                                                                                      |                                                                                      |                             |
| الوجه : في الوسط مكتوب رقم "5" مع زخرفتين "✼"، وتحته "خمسة دنانير" ومحاط بنص "الجمهورية الجزائرية الديمقراطية الشعبية" مع زخرفة واحدة "✼". | الوجه : في الوسط مكتوب رقم "5" مع زخرفتين "✼"، وتحته "خمسة دنانير" ومحاط بنص "الجمهورية الجزائرية الديمقراطية الشعبية" مع زخرفة واحدة "✼". | العكس : عشرة نجوم بشكل نصف دائري يكملها سنتي "1962" و"1972"، مع سنبلة وبرج في الوسط. | العكس : عشرة نجوم بشكل نصف دائري يكملها سنتي "1962" و"1972"، مع سنبلة وبرج في الوسط. |                             |
| الكتلة 12 غم | المعدن نيكل | القطر 31 ملم                                                                         | السُمك 2,1 ملم                                                                        |                             |
| المصمم(ون) | المصمم(ون) | الحواف مُسنن                                                                          | الحواف مُسنن                                                                          |                             |
| الطرازات 1972 - 1974 | |                                                                                      |                                                                                      |                             |
| | |                                                                                      |                                                                                      |                             |
| ملاحظات – سكت بعد عام 1974. | |                                                                                      |                                                                                      |                             |
| خمسة دنانير لعام 1972 | |                                                                                      |                                                                                      |                             |

### إصدارات الثمانينات
| \| عملة معدنية فئة دينار واحد سنة 1983 \|                                                                 | \| عملة معدنية فئة دينار واحد سنة 1983 \|                                                                 | \| عملة معدنية فئة دينار واحد سنة 1983 \|                                                                                    | \| عملة معدنية فئة دينار واحد سنة 1983 \|                                                                                    | \| عملة معدنية فئة دينار واحد سنة 1983 \| |
| --- | --- | --- | --- | ----------------------------------------- |
| | | | |                                           |
| الوجه : رقم 1، وفي الاسفل "دينار واحد"، محاطة بـ "الجمهورية الجزائرية الديمقراطية والشعبية" مع زخرفة "✥". | الوجه : رقم 1، وفي الاسفل "دينار واحد"، محاطة بـ "الجمهورية الجزائرية الديمقراطية والشعبية" مع زخرفة "✥". | العكس : الذكرى 20 على الاستقلال، تحته شمس مشرقة في وسط العملة، ومكتوب اسفل الشمس "من أجلك يا وطني"، محاطة بأيدي وكأنها تُصفق. | العكس : الذكرى 20 على الاستقلال، تحته شمس مشرقة في وسط العملة، ومكتوب اسفل الشمس "من أجلك يا وطني"، محاطة بأيدي وكأنها تُصفق. |                                           |
| الكتلة 7 غم                                                                                               | المعدن نيكل نحاسي (نحاس 75 % – نيكل 25 %)                                                                 | القطر 25 مليمتر | السُمك 1,9 مليمتر |                                           |
| المصمم(ون)                                                                                                | المصمم(ون)                                                                                                | الحواف مُقصبة، أو مٌسننة | الحواف مُقصبة، أو مٌسننة |                                           |
| الطرازات 1983                                                                                             | | | |                                           |
| عملة معدنية فئة دينار واحد سنة 1983                                                                       | | | |                                           |

| \| عملة 5 دنانير من عام 1984 \|                                                    | \| عملة 5 دنانير من عام 1984 \|                                                    | \| عملة 5 دنانير من عام 1984 \| | \| عملة 5 دنانير من عام 1984 \| | \| عملة 5 دنانير من عام 1984 \| |
| ---------------------------------------------------------------------------------- | ---------------------------------------------------------------------------------- | --- | --- | ------------------------------- |
|                                                                                    |                                                                                    | | |                                 |
| الوجه : 5 دنانير، مع زخرفتين "✥"، ومحاطة بـ" البنك المركزي الجزائري" مع زخرفة "✥". | الوجه : 5 دنانير، مع زخرفتين "✥"، ومحاطة بـ" البنك المركزي الجزائري" مع زخرفة "✥". | العكس : 1954 (اليمين)، 1984 (يسار)، محاطة بثلاثين نجمة (15*2)، يتوسطها شعلة وهلال ونجمة، مع سنبلة وجزء من مسنن، وخطوط تمثل ضوء الشعلة. | العكس : 1954 (اليمين)، 1984 (يسار)، محاطة بثلاثين نجمة (15*2)، يتوسطها شعلة وهلال ونجمة، مع سنبلة وجزء من مسنن، وخطوط تمثل ضوء الشعلة. |                                 |
| الكتلة 12 غم                                                                       | المعدن نيكل                                                                        | القطر 31 مليمتر | السُمك 2,1 مليمتر |                                 |
| المصمم(ون)                                                                         | المصمم(ون)                                                                         | الحواف مُقصبة، أو مٌسننة | الحواف مُقصبة، أو مٌسننة |                                 |
| الطرازات 1954 - 1984                                                               | الطرازات 1954 - 1984                                                               | عدد العملات المسكوكة مائة مليون دينار 100 000 دينار                                                                                    | عدد العملات المسكوكة مائة مليون دينار 100 000 دينار                                                                                    |                                 |
|                                                                                    |                                                                                    | | |                                 |
| ملاحظات – سكت بمناسبة الذكرى الثلاثين لثورة التحرير الجزائرية.                     |                                                                                    | | |                                 |
| عملة 5 دنانير من عام 1984                                                          |                                                                                    | | |                                 |

| \| عملة 10 دنانير من 1979-1981 \|                            | \| عملة 10 دنانير من 1979-1981 \|                            | \| عملة 10 دنانير من 1979-1981 \|           | \| عملة 10 دنانير من 1979-1981 \|           | \| عملة 10 دنانير من 1979-1981 \| |
| ------------------------------------------------------------ | ------------------------------------------------------------ | ------------------------------------------- | ------------------------------------------- | --------------------------------- |
|                                                              |                                                              |                                             |                                             |                                   |
| الوجه : رقم 10 منمق، دنانير (تحت)، 1981 (فوق)، محاطة بزخرفة. | الوجه : رقم 10 منمق، دنانير (تحت)، 1981 (فوق)، محاطة بزخرفة. | العكس : البنك المركزي الجزائري محاط بزخرفة. | العكس : البنك المركزي الجزائري محاط بزخرفة. |                                   |
| الكتلة 11,25 غم                                              | المعدن برونز الألومنيوم                                      | القطر 29,5 مليمتر                           | السُمك 2,27 مليمتر                           |                                   |
| المصمم(ون)                                                   | المصمم(ون)                                                   | الحواف مُقصبة، أو مٌسننة                      | الحواف مُقصبة، أو مٌسننة                      |                                   |
| الطرازات 1979 - 1981                                         | الطرازات 1979 - 1981                                         | عدد العملات المسكوكة 650 000 دينار          | عدد العملات المسكوكة 650 000 دينار          |                                   |
| عملة 10 دنانير من 1979-1981                                  |                                                              |                                             |                                             |                                   |

### إصدارات 1992 - 2012
| \| قطعة ربع دينار جزائري \|                  | \| قطعة ربع دينار جزائري \| | \| قطعة ربع دينار جزائري \|    | \| قطعة ربع دينار جزائري \|    | \| قطعة ربع دينار جزائري \| |
| -------------------------------------------- | --------------------------- | ------------------------------ | ------------------------------ | --------------------------- |
| عملة معدنية من فئة ربع دينار جزائري سنة 1992 |                             |                                |                                |                             |
| الوجه : رقم 1/4، منمق.                       | الوجه : رقم 1/4، منمق.      | العكس : رأس فنك يُرى من الأمام. | العكس : رأس فنك يُرى من الأمام. |                             |
| الكتلة 1,15 غم                               | المعدن فُولاَذ: (AISI 430).   | القطر 16,50 مليمتر             | السُمك 2,35 مليمتر              |                             |
| المصمم(ون)                                   | المصمم(ون)                  | الحواف ناعمة                   | الحواف ناعمة                   |                             |
| الطرازات 1992, 1997                          | الطرازات 1992, 1997         | مرادفات ربع سنتيم              | مرادفات ربع سنتيم              |                             |
| قطعة ربع دينار جزائري                        |                             |                                |                                |                             |

| \| قطعة نصف دينار جزائري \|                  | \| قطعة نصف دينار جزائري \| | \| قطعة نصف دينار جزائري \|                                   | \| قطعة نصف دينار جزائري \|                                   | \| قطعة نصف دينار جزائري \| |
| -------------------------------------------- | --------------------------- | ------------------------------------------------------------- | ------------------------------------------------------------- | --------------------------- |
| عملة معدنية من فئة نصف دينار جزائري سنة 1992 |                             |                                                               |                                                               |                             |
| الوجه : رقم 1/2، منمق.                       | الوجه : رقم 1/2، منمق.      | العكس : رأس الحصان الجزائري (الحصان البربري) متجه نحو اليسار. | العكس : رأس الحصان الجزائري (الحصان البربري) متجه نحو اليسار. |                             |
| الكتلة 3,5 غم                                | المعدن فُولاَذ: (AISI 430).   | القطر 18,50 مليمتر                                            | السُمك 1,90 مليمتر                                             |                             |
| المصمم(ون)                                   | المصمم(ون)                  | الحواف ناعمة                                                  | الحواف ناعمة                                                  |                             |
| الطرازات 1992                                | الطرازات 1992               | مرادفات نصف سنتيم                                             | مرادفات نصف سنتيم                                             |                             |
| قطعة نصف دينار جزائري                        |                             |                                                               |                                                               |                             |

| \| قطعة 1 دينار جزائري \|                        | \| قطعة 1 دينار جزائري \|                        | \| قطعة 1 دينار جزائري \|                              | \| قطعة 1 دينار جزائري \|                              | \| قطعة 1 دينار جزائري \| |
| ------------------------------------------------ | ------------------------------------------------ | ------------------------------------------------------ | ------------------------------------------------------ | ------------------------- |
| عملة واحد دينار جزائري عام 1997                  |                                                  |                                                        |                                                        |                           |
| الوجه : رقم 1 منمق، داخل رسم يمثل خريطة الجزائر. | الوجه : رقم 1 منمق، داخل رسم يمثل خريطة الجزائر. | العكس : الوجه الأمامي لرأس جاموس                       | العكس : الوجه الأمامي لرأس جاموس                       |                           |
| الكتلة 4,20 غم                                   | المعدن فُولاَذ: (AISI 430).                        | القطر 20,50 مليمتر                                     | السُمك 1,84 مليمتر                                      |                           |
| المصمم(ون)                                       | المصمم(ون)                                       | الحواف ناعمة                                           | الحواف ناعمة                                           |                           |
| الطرازات 1992, 1994, 1997, 2002                  | الطرازات 1992, 1994, 1997, 2002                  | مرادفات يُطلق عليها أحيانًا "ميات فرانك" أو "آشرين دورو" | مرادفات يُطلق عليها أحيانًا "ميات فرانك" أو "آشرين دورو" |                           |
| قطعة 1 دينار جزائري                              |                                                  |                                                        |                                                        |                           |

| \| قطعة 2 دينار جزائري \|      | \| قطعة 2 دينار جزائري \| | \| قطعة 2 دينار جزائري \|                         | \| قطعة 2 دينار جزائري \|                         | \| قطعة 2 دينار جزائري \| |
| ------------------------------ | ------------------------- | ------------------------------------------------- | ------------------------------------------------- | ------------------------- |
| عملة جزائرية 2 دينار سنة 1992. |                           |                                                   |                                                   |                           |
| الوجه : رقم 2، منمق.           | الوجه : رقم 2، منمق.      | العكس : رأس جمل وحيد السنام موجه نحو اليمين.      | العكس : رأس جمل وحيد السنام موجه نحو اليمين.      |                           |
| الكتلة 5,10 غم                 | المعدن فُولاَذ: (AISI 430). | القطر 22,50 مليمتر                                | السُمك 1,84 مليمتر                                 |                           |
| المصمم(ون)                     | المصمم(ون)                | الحواف ناعمة                                      | الحواف ناعمة                                      |                           |
| الطرازات 1992, 1997, 2002      | الطرازات 1992, 1997, 2002 | مرادفات يُطلق عليه أحيانًا "ميتين" أو "أربعين دورو" | مرادفات يُطلق عليه أحيانًا "ميتين" أو "أربعين دورو" |                           |
| قطعة 2 دينار جزائري            |                           |                                                   |                                                   |                           |

| \| قطعة 5 دينار جزائري \|                                           | \| قطعة 5 دينار جزائري \|                                           | \| قطعة 5 دينار جزائري \|                                             | \| قطعة 5 دينار جزائري \|                                             | \| قطعة 5 دينار جزائري \| |
| ------------------------------------------------------------------- | ------------------------------------------------------------------- | --------------------------------------------------------------------- | --------------------------------------------------------------------- | ------------------------- |
| عملة جزائرية فئة 5 دنانير سنة 1995                                  |                                                                     |                                                                       |                                                                       |                           |
| الوجه : رقم 5 منمق ومستوحى من عنصر مكون للمنقول الجنائزي لماسينيسا. | الوجه : رقم 5 منمق ومستوحى من عنصر مكون للمنقول الجنائزي لماسينيسا. | العكس : الجهة الأمامية لفيل إفريقي من العهد النوميدي موجه نحو اليمين. | العكس : الجهة الأمامية لفيل إفريقي من العهد النوميدي موجه نحو اليمين. |                           |
| الكتلة 6,15 غم                                                      | المعدن فُولاَذ: (AISI 430).                                           | القطر 24,50 مليمتر                                                    | السُمك 1,95 مليمتر                                                     |                           |
| المصمم(ون)                                                          | المصمم(ون)                                                          | الحواف ناعمة                                                          | الحواف ناعمة                                                          |                           |
| الطرازات 1992, 1998, 2005, 2007                                     |                                                                     |                                                                       |                                                                       |                           |
| قطعة 5 دينار جزائري                                                 |                                                                     |                                                                       |                                                                       |                           |

| \| قطعة 10 دينار جزائري \|                                         | \| قطعة 10 دينار جزائري \|                                                   | \| قطعة 10 دينار جزائري \|                   | \| قطعة 10 دينار جزائري \|                   | \| قطعة 10 دينار جزائري \| |
| ------------------------------------------------------------------ | ---------------------------------------------------------------------------- | -------------------------------------------- | -------------------------------------------- | -------------------------- |
| عملة جزائرية فئة 10 دنانير سنة 2006                                |                                                                              |                                              |                                              |                            |
| الوجه : رقم 10 منمنم ومستوحى من زخرف نقوشي من عهد الدولة المرينية. | الوجه : رقم 10 منمنم ومستوحى من زخرف نقوشي من عهد الدولة المرينية.           | العكس : رأس الشاهين البربري موجه نحو اليمين. | العكس : رأس الشاهين البربري موجه نحو اليمين. |                            |
| الكتلة 4,95 غم                                                     | المعدن القلب: 97 % ألومنيوم, 3 % مغنيسيوم الإكليل: فُولاَذ (فولاذ مقاوم للصدأ) | القطر 26,50 مليمتر                           | السُمك 2,01 مليمتر                            |                            |
| المصمم(ون)                                                         | المصمم(ون)                                                                   | الحواف ناعمة                                 | الحواف ناعمة                                 |                            |
| الطرازات 2006                                                      |                                                                              |                                              |                                              |                            |
| قطعة 10 دينار جزائري                                               |                                                                              |                                              |                                              |                            |

| \| قطعة 20 دينار جزائري \|                                                      | \| قطعة 20 دينار جزائري \|                                                      | \| قطعة 20 دينار جزائري \|              | \| قطعة 20 دينار جزائري \|              | \| قطعة 20 دينار جزائري \| |
| ------------------------------------------------------------------------------- | ------------------------------------------------------------------------------- | --------------------------------------- | --------------------------------------- | -------------------------- |
| عملة جزائرية فئة 20 دينار سنة 1993                                              |                                                                                 |                                         |                                         |                            |
| الوجه : الرقم 20 منمنم ومستوحى من مشبك تزييني، يمثل رأس عصفور في عهد الحماديين. | الوجه : الرقم 20 منمنم ومستوحى من مشبك تزييني، يمثل رأس عصفور في عهد الحماديين. | العكس : رأس أسد الأطلس موجه نحو اليسار. | العكس : رأس أسد الأطلس موجه نحو اليسار. |                            |
| الكتلة 8,62 غم                                                                  | المعدن القلب: 92 % نحاس, 6 % الألومنيوم, 2 % نيكل الاكليل: فُولاَذ (AISI 430).    | القطر 27,50 مليمتر                      | السُمك 2,07 مليمتر                       |                            |
| المصمم(ون)                                                                      | المصمم(ون)                                                                      | الحواف ناعمة                            | الحواف ناعمة                            |                            |
| الطرازات 1993, 2007                                                             |                                                                                 |                                         |                                         |                            |
|                                                                                 |                                                                                 |                                         |                                         |                            |
| ملاحظات –                                                                       |                                                                                 |                                         |                                         |                            |
| قطعة 20 دينار جزائري                                                            |                                                                                 |                                         |                                         |                            |

| \| 50 دينار جزائري \|                                          | \| 50 دينار جزائري \|                                                               | \| 50 دينار جزائري \|                         | \| 50 دينار جزائري \|                         | \| 50 دينار جزائري \| |
| -------------------------------------------------------------- | ----------------------------------------------------------------------------------- | --------------------------------------------- | --------------------------------------------- | --------------------- |
| عملة جزائرية من فئة 50 دينار سنة 1992                          |                                                                                     |                                               |                                               |                       |
| الوجه : رقم 50 منمق، مستوحى من ديكور معماري من العصر العثماني. | الوجه : رقم 50 منمق، مستوحى من ديكور معماري من العصر العثماني.                      | العكس : رأس غزال داما الجزائري باتجاه اليسار. | العكس : رأس غزال داما الجزائري باتجاه اليسار. |                       |
| الكتلة 9,27 غم                                                 | المعدن القلب: فُولاَذ (فولاذ مقاوم للصدأ) الإكليل: 92 % نحاس, 6 % ألومنيوم, 2 % نيكل. | القطر 28,50 مليمتر                            | السُمك 2,26 مليمتر                             |                       |
| المصمم(ون)                                                     | المصمم(ون)                                                                          | الحواف ناعمة                                  | الحواف ناعمة                                  |                       |
| الطرازات 1992, 1994, 1996, 1997, 1998, 2004, 2009              |                                                                                     |                                               |                                               |                       |
| 50 دينار جزائري                                                |                                                                                     |                                               |                                               |                       |

| \| 100 دينار جزائري \|           | \| 100 دينار جزائري \|                                                | \| 100 دينار جزائري \|      | \| 100 دينار جزائري \|      | \| 100 دينار جزائري \| |
| -------------------------------- | --------------------------------------------------------------------- | --------------------------- | --------------------------- | ---------------------- |
| عملة 100 دينار جزائري            |                                                                       |                             |                             |                        |
| الوجه : رقم 100، منمنمة ومرمزة . | الوجه : رقم 100، منمنمة ومرمزة .                                      | العكس : رأس حصان عربي أصيل. | العكس : رأس حصان عربي أصيل. |                        |
| الكتلة 11,00 غم                  | المعدن القلب: 87 % نحاس, 13 % نيكل الإكليل: فُولاَذ (فولاذ مقاوم للصدأ) | القطر 29,50 مليمتر          | السُمك 2,30 مليمتر           |                        |
| المصمم(ون)                       | المصمم(ون)                                                            | الحواف                      | الحواف                      |                        |
| الطرازات 1993, 2002, 2007, 2010  |                                                                       |                             |                             |                        |
| 100 دينار جزائري                 |                                                                       |                             |                             |                        |

| \| 200 دينار جزائري \|                   | \| 200 دينار جزائري \|                                                            | \| 200 دينار جزائري \| | \| 200 دينار جزائري \| | \| 200 دينار جزائري \| |
| ---------------------------------------- | --------------------------------------------------------------------------------- | --- | --- | ---------------------- |
|                                          |                                                                                   | | |                        |
| الوجه : شعار الذكرى 50 للاستقلال الجزائر | الوجه : شعار الذكرى 50 للاستقلال الجزائر                                          | العكس : الرقم 200 و اسم بنك الجزائر. | العكس : الرقم 200 و اسم بنك الجزائر. |                        |
| الكتلة 12,00 غم                          | المعدن القلب: 92 % de نحاس, 6 % ألومنيوم et 2 % نيكل الإكليل: 75 % نحاس 25% نيكل. | القطر 28,00 مليمتر | السُمك 2,55 مليمتر |                        |
| المصمم(ون)                               | المصمم(ون)                                                                        | الحواف مخدد، به 170 خطًا موزعة على محيط القطعة بالكامل، مع علامة الرقم 200 مفصولة بنجمة تتكرر 4 مرات، مرة الجانب الأيمن لأعلى، ومرة رأسًا على عقب. | الحواف مخدد، به 170 خطًا موزعة على محيط القطعة بالكامل، مع علامة الرقم 200 مفصولة بنجمة تتكرر 4 مرات، مرة الجانب الأيمن لأعلى، ومرة رأسًا على عقب. |                        |
| الطرازات 2011                            |                                                                                   | | |                        |
| 200 دينار جزائري                         |                                                                                   | | |                        |